# Dealu, Argeș
Dealu este un sat în comuna Hârtiești din județul Argeș, Muntenia, România.